# Нижнеосиновский (Суровикинский район)
Нижнеосиновский — хутор в Суровикинском районе Волгоградской области России. Является административным центром Нижнеосиновского сельского поселения.

## География
К хутору относится населённый пункт Маркинские левады.
Находится к северу от трассы А-260.

## История
Жители хутора в 2014 году приняли решение о строительстве у них православного храма.

## Население
| 2010 |
| ---- |
| 750  |

Население хутора в 2002 году составляло 600 человек.

## Инфраструктура
На хуторе работает сельскохозяйственный кооператив «Осиновский».